# Kordkuy
Kordkuy (en persa: کردکوی, antiguamente Tamisheh) es una ciudad de 29.352 habitantes localizada en la parte occidental de la provincia iraní de Golestán, cabecera del municipio del mismo nombre.
La ciudad limita con el mar Caspio y está conectada a Bandar Turkaman al norte, a Bandar-e Gaz al oeste, a Gorgan por el este y a Damaqan, en la provincia de Semnán, por el sur. Al sur se encuentra los montes Elburz. Kordkuy fue parte de Gorgan hasta 1979, año en que obtiene estatuto de ciudad.

## Historia
Kordkuy fue también conocida por el nombre de Tamisheh, nombre que también se le daba a la región occidental de Gorgan. Hacia el final de la dinastía Temúrida e inicios de la era Safavida, una tribu del Kurdistán inmigró hacia esta región, de tal forma fue llamada inicialmente Kord Mahaleh, y más tarde Kordkuy.
- Datos: Q720643